# Лунка Тарнавеј (Алба)
Лунка Тарнавеј (рум. Lunca Târnavei) насеље је у Румунији у округу Алба у општини Шона. Oпштина се налази на надморској висини од 256 m.

## Становништво
Према подацима из 2002. године у насељу је живело 473 становника, од којих су сви румунске националности.